# Prague Challenger (1999)
Il Prague Challenger, ufficialmente Ciur Cup per ragioni di sponsorizzazione, è stato un torneo professionistico maschile di tennis giocato su campi in terra rossa. Faceva parte dell'ATP Challenger Series. Si è giocata una sola edizione nel 1999 a Praga, in Repubblica Ceca.

## Albo d'oro

### Singolare
| Anno | Campione           | Finalista    | Punteggio     |
| ---- | ------------------ | ------------ | ------------- |
| 1999 | Davide Sanguinetti | Petr Kralert | 7–5, 2–6, 6–3 |

### Doppio
| Anno | Campioni                   | Finalisti               | Punteggio |
| ---- | -------------------------- | ----------------------- | --------- |
| 1999 | Petr Kovačka Pavel Kudrnáč | Petr Dezort Leoš Friedl | 6–0, 6–1  |